# هجوم العمالقة: سيدة المدينة القاسية
هجوم العمالقة: سيدة المدينة القاسية (進撃の巨人　隔絶都市の女王 شينغيكي نو كيوجين: كاكوزتسو تو نو جو) هي سلسلة روايات خفيفة يابانية يكتبها ريو كاواكامي ويرسمها رانجي موراتا، مقتبسة من مانغا هجوم العمالقة للكاتب هاجيمي إيساياما. السلسلة تنشرها كودانشا في اليابان.

## الحبكة
تحكي القصة عن هانا اكيهيكو (花秋彦
 هانا) - مجندة عمرها 15 عامًا في فوج الحامية - وصديقها منذ الطفولة هيناتا اوزوماكي (うずまきひなた
 هيناتا) - ابن لتاجرين ثريين - أثناء ما كان وطنهم - مقاطعة كينتا (クィンタ区 كينتا كو) - يحاصره العمالقة بعد اختراق سور ماريا.

## الإصدار
أُعلن عن الرواية في العدد 33 من مجلة شونن الأسبوعية من كودانشا في 16 يوليو 2014. الكتب يكتبها ريو كاواكامي ويرسمها رانجي موراتا. كودانشا نشرت أول مجلد في 1 أغسطس 2014.

## الاستقبال
أعطى ريبيكا سيلفرمان من شبكة أخبار الأنمي درجة المجلد الأول B+، ووصفه بأنه "بسهولة أكثر الرواية هجوم العمالقة المقروءة للخروج في اللغة الإنجليزية". وأشار إلى أن الرواية تحسها الإدخالات السابقة في هذه السلسلة." شعرتُ أن ماتياس وريتا كانا شخصياتان مقوبولاتان"، ولكن أعرب عن رغبته في رؤية المزيد عن ريتا"، يشعرُ بأن قصتها كانت أكثر إلحاحا. واستنتجتُ أن كتابة سلسلة سهلة وقراءة ممتعة، وكان من المرجح  نداء إلى جمهورللتوسع في الروايات السابقة من الانتخاب.
| م. | العنوان | تاريخ الإصدار الياباني | ردمك الياباني          |
| -- | --- | ---------------------- | ---------------------- |
| 1  | هجوم العمالقة: سيدة المدينة القاسية، الجزء الأول شينغيكي نو كيوجين: كاكوزتسو توشي نو جو (وي) (進撃の巨人 隔絶都市の女王（上）)    | 1 أغسطس 2014           | ISBN 978-4-06-375296-0 |
| 2  | هجوم العمالقة: سيدة المدينة القاسية، الجزء الثاني شينغيكي نو كيوجين: كاكوزتسو توشي نو جو (شيتا) (進撃の巨人 隔絶都市の女王（下）) | 1 مايو 2015            | ISBN 978-4-06-375299-1 |

## وصلات خارجية
- في كودانشا (باليابانية)
- هجوم العمالقة: سيدة المدينة القاسية على موقع ميوزك برينز (الإنجليزية)
- هجوم العمالقة: سيدة المدينة القاسية على موقع ميوزك برينز (الإنجليزية)
- هجوم العمالقة: سيدة المدينة القاسية على موقع ANN manga (الإنجليزية)

 (بالإنجليزية)